# Legítima
En el Derecho sucesorio, se llama Legítima a aquella porción de bienes de que el testador (persona que hace el testamento) no puede disponer por haberla reservado, la Ley a determinados herederos, llamados por ello 'herederos forzosos' o 'legitimarios'. Es decir, todo legitimario es heredero, mas no todo heredero es legitimario (hay una relación de género-especie).
Esta obligación se complementa con la norma de que una persona no puede donar en vida lo que no podría legar tras su muerte, por lo que la legítima también afecta indirectamente a las transacciones inter vivos.
Por lo general, la preterición (olvido o no mención) de los herederos forzosos no perjudica la legítima.

## Opiniones
Existen diversas opiniones sobre la existencia de la legítima, que se puede resumir en dos en función de si están a favor o en contra:
- Las opiniones a favor argumentan que la legítima sirve como protección de la familia, y del derecho que surge de la consanguinidad. También es una protección tanto al cónyuge como, sobre todo, a los descendientes.
- Las opiniones en contra argumentan que la autonomía de la voluntad debería primar en las declaraciones testamentarias, dado que una persona debería poder decidir el destino que da a todos sus bienes, ya que son de su propiedad.[1]

## Regulaciones

### España
En el derecho español, la legítima está compuesta de la legal y de la mejora.
La legítima variará en función de la situación familiar del testador cuando fallece:
1. En el caso de que el fallecido tenga descendientes, constituyen la legítima de los hijos y descendientes las dos terceras partes del haber hereditario del testador. Sin embargo, si el testador así lo indica, podrá disponer de la mitad de la legítima (un tercio del total de la herencia) para aplicarla como mejora exclusivamente a los hijos o descendientes que éste designe. Si el testador no dispone nada sobre este tercio, su repartición se hará en la misma proporción que el primer tercio. El último tercio restante de la herencia será el de libre disposición (aunque los porcentajes específicos son fijados por la legislación de cada país).
2. En el caso de que el fallecido no tenga descendientes, pero sus ascendientes directos estuviesen con vida en el momento de su muerte, constituye la legítima de los padres o ascendientes la mitad del haber hereditario, salvo el caso en que concurrieren con el cónyuge viudo del descendiente causante, en cuyo supuesto será de una tercera parte de la herencia.
3. Por último, en el caso de que falleciese sin familiares directos, la legítima no existiría y tendría libre disposición de la totalidad de sus bienes.

En el Derecho civil español, la legítima se define en el art. 806 del Código Civil, que dice : "Legítima es la porción de bienes que el testador no puede disponer por haberla reservado la ley a determinados herederos, llamados por esto herederos forzosos". La legítima de una herencia es intocable, es decir, el testador no podrá imponer sobre la legítima ningún gravamen, ni condición, ni sustitución de ninguna especie.
Los catedráticos Díez Picazo, y Gullón, así como el ya fallecido Catedrático Doctor Lacruz, ponen de manifiesto la falta de rigor técnico de esta definición.
Según opiniones de estos profesores, y expuesto de forma muy breve, debemos decir: a) el testador no está limitado para disponer de sus bienes; b) la disposición de sus bienes puede hacerla a título de legado, por donación, a título de heredero; c) el legitimario no necesariamente es un heredero

El art. 806 del Código civil español no pretendería dar una definición de legítima, sino aproximar con ciertas pinceladas ciertas características de esta institución. Así:
a) desea expresar que el causahabiente no puede hacer lo que él desee con el total de sus bienes, porque existen bienes que por ministerio de la Ley debe darles una finalidad: el paso a los legitimarios.
b) la legítima pesa sobre bienes, y no sobre la herencia.

c) heredero y legitimario, como antes se ha dicho, no son términos sinónimos: no todo heredero es legitimario

### Navarra
Como salvedad y hecho diferencial, en línea con su tradición jurídico-histórica propia, en Navarra se aplica la llamada legítima foral, una fórmula de su derecho sucesorio mediante la cual el otorgante tiene «plena libertad para disponer de los bienes».